# Hoeilaart
Hoeilaart (orthographe officielle en français comme en néerlandais, parfois encore orthographié Hoeilaert,,, Hoeillart, et anciennement Hoeylaert en français) est une commune néerlandophone de Belgique située en Région flamande, dans la province du Brabant flamand.

## Situation
Hoeilaart est limitrophe de la commune de Rhode-Saint-Genèse (à l'ouest), de la commune d'Overijse (à l'est), de la Région de Bruxelles-Capitale (au nord) et de la commune de La Hulpe (Région wallonne) (au sud). Elle compte une minorité de francophones, environ 30 % de la population de la commune. Selon les chiffres de l'agence pour l'enfance flamande ‘Kind en Gezin’« Les francophones de plus en plus nombreux en Flandre? » en 2020, 38,6% des nouveau-nés y étaient élevés en français.
Avant la nouvelle fusion de communes en Belgique, le 1er janvier 2019, Hoeilaart se situait à la 259e place des 308 communes flamandes par rapport à sa surface et à la 498e place parmi les 589 communes belges. En ce qui concerne la population, la commune se situait à la 217e place flamande et à la 339e place belge. Enfin, en ce qui concerne la densité, Hoeilaart se situait à la 112e place en Flandre et à la 174e place pour toute la Belgique.[réf. nécessaire]
Lors de la fixation de la frontière linguistique en 1962, les hameaux flamands de Het Rot et Nieuw Bakenbos qui dépendaient de La Hulpe furent rattachés à Hoeilaart.
Une petite moitié environ du territoire de la commune est occupée par une partie de la forêt de Soignes, à cheval sur Rhode-Saint-Genèse et sur Hoeilaart.
Hoeilaart est renommée pour la culture du raisin. Il subsiste encore quelques cultivateurs qui perpétuent une tradition ancienne. Les principales variétés cultivées sont le Léopold III, le Ribier et le Muscat.
Le village a fait parler de lui par plusieurs vagues d'OVNI, une première fois au début des années 1990 lors de la vague belge d'ovnis et une seconde fois en 2007.

## Héraldique
|  | La commune possède des armoiries qui lui ont été octroyées le 15 octobre 1951 et à nouveau le 1er mars 1993. Ce sont les armoiries des comtes de Brabant-Limbourg, combinant le lion d'or du Brabant avec le lion rouge du Limbourg. Le conseil communal utilisait déjà ces armoiries sur son sceau depuis 1337, où le bouclier était suspendu à un arbre. En 1993, les armoiries n'ont pas été changées, seul le blasonnement a été ajusté. Blasonnement : Écartelé, aux 1 et 4 de sable au lion d'or armé et lampassé de gueules (Brabant) ; au 2 et 3 d'argent au lion de gueules à la queue fourchée passée en sautoir, armé, couronné et lampassé d'or (Limbourg). - Délibération communale : 24 septembre 1992 - Arrêté de l'exécutif de la communauté : 1er mars 1993 - Moniteur belge : 21 juin 1994 Source du blasonnement : Heraldy of the World. |

## Démographie

### Évolution démographique
En tenant compte des anciennes communes entraînées dans la fusion de communes de 1977, on peut dresser l'évolution suivante :
- Source : DGS, de 1831 à 1981 = recensements population ; à partir de 1990 = nombre d'habitants chaque 1er janvier.[12]

## Toponymie
Holar (1186), Holer (1209), Holart (1210), Holleir (1215) Probablement Hoch (Hoog) Hlar en ces racines.

## Folklore et tradition
Un festival du raisin a lieu le 3e week-end de septembre. Le cortège de lumière ("lichtstoet" en néerlandais), organisé le samedi soir, en constitue le moment phare. Il consiste en un cortège de chars décorés et illuminés sur le thème, parfois très libre, du raisin et de ces diverses formes de consommation (vin, etc.). Ce cortège déambule dans les rues de Hoeilaart juste après la tombée de la nuit. Le lichtstoet se clôt par la présentation de la reine du raisin ("druivenkoningin" en néerlandais).
Un cortège publicitaire ("reclamestoet" en néerlandais) est organisé quelques heures avant, au plus grand ravissement des enfants qui peuvent récupérer au vol les bonbons et autres gadgets lancés depuis les différents chars. Des expositions sur le raisin sont également organisées lors de ce festival.

## Langues
Le dernier recensement linguistique complet de 1947 faisait état de la présence de plus de 10 % de la population usant du français comme « Langue exclusivement ou le plus fréquemment parlée ». On suppose aujourd'hui[évasif] à 30 % le nombre de francophones.

## Groenendael
Groenendael est un lieu-dit de la commune où se dresse la gare de Groenendael, utilisée par les navetteurs. L'hippodrome de Groenendael qui fut très fréquenté autrefois n'accueille plus de courses depuis 2001.

## Transports en commun

### Gares de chemin de fer (SNCB)
Les gares de Groenendael et de Hoeilaart sont les deux gares de cette commune.

### Bus De Lijn
Les bus des lignes 343, 345, 395 et 830 circulent à Hoeilaart en plus d'autres bus des lignes 504, 544, 548, 553 et 598 étant des services scolaires (réservés aux écoles).
Plus d'informations : www.delijn.be

### Bus TEC
Le bus de la ligne 366 du TEC circule à Hoeilaart, reliant la place Flagey à Court-Saint-Étienne en passant par les communes de Rixensart et de La Hulpe.                         

## Personnalités
- Jan van Ruysbroeck (1293-1381), un des mystiques les plus importants des Pays-Bas du Sud, fondateur du prieuré de Groenendael
- Patrick Hunout, président-fondateur de The Social Capital Foundation.